# Territoire autonome Nung
1947–1954
Entités précédentes :
- Protectorat du Tonkin (1887)
- Empire du Viêt Nam (1945)

Entités suivantes :
- République démocratique du Viêt Nam (1954)

Le territoire autonome nung (vietnamien : Khu tự trị Nùng, également appelé Sip Song Chau  ou fédération tai[réf. nécessaire], est un territoire autonome des Nung chinois, situé sur le territoire de l'actuel Viet Nam, et qui existe sous la colonisation française entre 1947 et 1954. La monnaie était la piastre indochinoise.